# 比绍夫罗德
比绍夫罗德（德語：Bischofrod）是德国图林根州的市镇，隶属于希尔德布格豪森县。总面积为5.42平方千米，截至2023年12月31日总人口为157人。